# Mollisia uda
Mollisia uda är en svampart som först beskrevs av Christiaan Hendrik Persoon, och fick sitt nu gällande namn av Claude-Casimir Gillet 1882. Mollisia uda ingår i släktet Mollisia och familjen Dermateaceae.   Inga underarter finns listade i Catalogue of Life.